# Дмитриково (Владимирская область)
Дмитриково — деревня в Камешковском районе Владимирской области России, входит в состав Сергеихинского муниципального образования.

## География
Деревня расположена на берегу реки Печуга в 12 км на юг от центра поселения деревни Сергеиха и в 17 км на запад от райцентра города Камешково.

## История
В конце XIX — начале XX века деревня входила в состав Быковской волости Суздальского уезда. В 1859 году в деревне числилось 38 дворов, в 1905 году — 60 дворов, в 1926 году — 63 дворов.
С 1929 года деревня входила в состав Кругловского сельсовета Владимирского района, с 1940 года — в составе Камешковского района, с 1977 года — в составе Коверинского сельсовета, с 2005 года — в составе Сергеихинского муниципального образования.

## Население
| 1859 | 1905 | 1926 |
| ---- | ---- | ---- |
| 234  | 365  | 328  |

| 1859 | 1905 | 1926 | 2002 | 2010 | 2021 |
| ---- | ---- | ---- | ---- | ---- | ---- |
| 234  | ↗365 | ↘328 | ↘33  | ↘19  | ↘16  |